# Seznam naselij v Sloveniji
Seznam naselij v Sloveniji je krovni seznam. 1. januarja 2024 je bilo v Sloveniji 6035 naselij.
Statistični urad Republike Slovenije opredeljuje naselje kot zaokroženo območje z vsaj desetimi stavbami.
Seznam naselij:
A
Ba
Br
C
Č
D
E
F
Ga
Gr
H
I
J
Ka
Kr
L
M
N
O
Pa
Pog
R
Sa
Sr
Š
T
U
V
Z
Ž